# Rosiers-de-Juillac
Rosiers-de-Juillac település Franciaországban, Corrèze megyében. Lakosainak száma 175 fő (2022. január 1.). Rosiers-de-Juillac Ayen, Chabrignac, Juillac, Saint-Bonnet-la-Rivière és Segonzac községekkel határos.

## Népesség
A település népessége az elmúlt években az alábbi módon változott:
| Lakosok száma | 232  | 205  | 200  | 185  | 190  | 188  | 181  | 176  | 175  | 175  |
|               | 1968 | 1982 | 1990 | 2006 | 2013 | 2015 | 2017 | 2019 | 2020 | 2022 |